# Equatória Central
Equatória Central (em árabe: al-Istiwāʾiyya al-Wusṭā) é um  estado do Sudão do Sul. Possui uma área de 22 956 km² e uma população de 1 103 592 habitantes (censo de 2008). A cidade de Juba é a sua capital. Este estado chamava-se Bahr al Jabal (Rio das Montanhas) devido ao rio que passa pelo seu território, o Nilo Branco. O nome mudou em 1 de abril de 2005.  

## Divisões administrativas
O estado da Equatória Central está dividido em seis condados:
| Condados  | População (censo 2008) |
| --------- | ---------------------- |
| Juba      | 372 413                |
| Kajo Keji | 196 422                |
| Lainya    | 89 315                 |
| Morobo    | 103 603                |
| Terequeca | 140 396                |
| Iei       | 201 443                |